# 童年的田园生活
《童年的田园生活》（法語：Idylle Enfantine）是法国画家威廉·阿道夫·布格罗创作于1890年的一幅油画。现收藏于美国科罗拉多州丹佛的丹佛美术馆。

## 外部連結
- 丹佛美术馆
- MuseumSyndicate （页面存档备份，存于）
- Art Renewal[永久]